# Krisenprävention
Krisenprävention sind sämtliche Maßnahmen von Wirtschaftssubjekten, die der Prävention gegen Krisen oder sonstige bedrohliche Ereignisse dienen.

## Allgemeines
Prävention wird in vielen Fachgebieten betrieben, so etwa beim Brandschutz, bei der Krankheitsprävention oder der Kriminalprävention. Wirtschaftssubjekte, die Krisenprävention betreiben können, sind Unternehmen, Privatpersonen oder der Staat durch seine Regierungen. Krisen sind aus Organisationssicht dazu geeignet, den Fortbestand einer Organisation zu gefährden. Außer den internen Unternehmenskrisen, Regierungskrisen oder Ehekrisen gibt es massive exogene Ereignisse wie Bankenkrisen, Cyberattacken, Energiekrisen, Epidemien, Finanzkrisen, Kriege, Naturkatastrophen, Ölkrisen, Pandemien, Schocks, Terrorismus oder Wirtschaftskrisen, die als Krise in den Bereich der Krisenprävention fallen. Alle Krisenarten sind dadurch gekennzeichnet, dass sie überraschend und plötzlich, mit hoher Eigendynamik und unvermittelt auftreten und hiervon Betroffene unter Zeitdruck setzen, schnelle Entscheidungen mit dem hohen Risiko einer Fehlentscheidung treffen müssen. Krisen weisen meist Merkmale wie Dringlichkeit, Ungewissheit und Diskontinuität auf.

## Inhalt
Die Krisenprävention ist Teil des Krisenmanagements und gilt daher als Querschnittsaufgabe. Um den bei auftretenden Krisen entstehenden Zeitdruck zu vermindern, kann ein Krisenplan helfen, denkbare künftige Krisensituationen (Krisenpotenziale) gedanklich vorwegzunehmen und Schritte für die Krisenbewältigung zu berücksichtigen. Zur Krisenprävention gehört auch die Erstellung von Krisenszenarien (Szenarioanalyse und Szenariotechnik) und Krisenreaktionsstrukturen. Diese müssen auch die Kommunikation mit Mitarbeitern, Behörden und der Öffentlichkeit vorsehen. Am krisenanfälligsten sind vorhandene Schwachstellen, die im Rahmen einer Schwachstellenanalyse aufzudecken und krisenfest zu gestalten sind. Nach der Erkennung der Krisenpotenziale folgt der Aufbau von Infrastrukturen und Instrumenten, die Implementierung der Krisenpläne und Krisentraining sowie der Aufbau eines Frühwarnsystems.
Unternehmen
Abgesehen von Unternehmenskrisen hat die Krisenprävention die Aufgabe, möglichen exogenen Krisen durch umfassende Strategien zu begegnen. Das Betriebssicherheitsmanagement sorgt mit dem Sicherheitsbeauftragten für die Betriebssicherheit und das Risikomanagement versucht, alle denkbaren Risiken aufzuspüren und zu beseitigen. Erst danach setzt die Krisenprävention ein. Sie baut auf Erfahrungswerten auf und versucht, die künftige Entwicklung vorherzusehen und identifiziert mögliche Krisen in einem Krisenplan. Er sieht einen Krisenstab vor, dessen Mitglieder bei Eintritt einer Krise tätig werden. Dabei können Stresstests bestimmte Krisenszenarien im Voraus simulieren.   
Staat und Regierung
Krisenprävention ist das „Management friedlichen Wandels“. „Die Frage, inwieweit Regierungen daran interessiert sind, wirksame Mechanismen kooperativer Konfliktprävention aufzubauen, ist eng verknüpft mit der Frage, welche Beziehungen im Bereich der internationalen Sicherheits- und Friedenspolitik Staaten zu multilateralen Organisationen und Akteuren der Zivilgesellschaft haben“.

In den USA findet sich der Anspruch, dass den USA eine globale Führungsrolle in der Krisenprävention zukäme.

In Deutschland hat im Mai 2004 die Bundesregierung einen Aktionsplan „Zivile Krisenprävention“ veröffentlicht, der ressortübergreifend zivile (also nicht-militärische) Maßnahmen und Handlungsmöglichkeiten im Bereich Krisenprävention, zivile Konfliktbearbeitung und Friedensförderung bzw. Friedenskonsolidierung vorsieht. Gem. der Konzeption der Bundeswehr ist Internationales Krisenmanagement zudem ein Auftrag der Bundeswehr im multinationalen Rahmen.
Privatpersonen
Bei Privatpersonen gewinnt die Krisenprävention zunehmend an Bedeutung. Es werden Hilfestellungen bei der Bewältigung von Lebenskrisen (etwa Arbeitslosigkeit, Scheidung, Verschuldung), Gesundheitsproblemen (Drogenmissbrauch) oder Konflikten am Arbeitsplatz (Mobbing) angeboten.

## Rechtsfragen
Krise ist sogar ein Rechtsbegriff, der in § 4 Abs. 1 VSVgV als jede Situation in einem EU-Mitgliedstaat oder einem Drittland definiert ist, in der ein Schadensereignis eingetreten ist, das deutlich über die Ausmaße von Schadensereignissen des täglichen Lebens hinausgeht und dabei Leben und Gesundheit zahlreicher Menschen erheblich gefährdet oder einschränkt, eine erhebliche Auswirkung auf Sachwerte hat oder lebensnotwendige Versorgungsmaßnahmen für die Bevölkerung erforderlich macht. Eine Krise liegt demnach auch vor, wenn konkrete Umstände dafür vorliegen, dass ein solches Schadensereignis unmittelbar bevorsteht. Bewaffnete Konflikte und Kriege sind Krisen im Sinne dieser Verordnung. In § 91 Abs. 2 AktG wird bei Aktiengesellschaften die Früherkennung der den Fortbestand der Unternehmen gefährdenden Entwicklungen verlangt.

## Statistik
Im Jahr 2018 mussten 75 % der Befragten aus Organisationen (Unternehmen, Behörden und Verbände) aus Deutschland, Österreich, der Schweiz und Liechtenstein mindestens einen Krisenfall bewältigen, 26 % sogar drei oder mehr Krisenfälle; dabei mussten 55 % menschenbezogene Krisenfälle wie Unfall, Tod oder Pandemie und 44 % technikbezogene Krisenfälle wie Cyberangriffe oder Brände bewältigen. Dieser Studie zufolge setzen die befragten Organisationen in der Krisenprävention auf Medienbeobachtung (81 Prozent), Krisenstäbe (78 Prozent) und Krisenhandbücher (72 Prozent). Jede zweite Organisation führt regelmäßige Krisenübungen durch (59 Prozent) oder hält Krisenräume für den Ernstfall bereit (46 Prozent).